# Kionophyton
Kionophyton là một chi thực vật có hoa trong họ, Orchidaceae.